# Heroides
Heroides (ou Heroidas; em latim: Epistulae Heroidum, lit. "Cartas das Heroínas") são uma coleção de quinze poemas epistolares compostos, em latim, pelo autor romano Públio Ovídio Naso. Escritas em dístico elegíaco, apresentam uma seleção de cartas como se fossem escritas por heroínas da mitologia grega e da mitologia romana, que, de alguma forma  maltratadas, negligenciadas ou abandonadas, escrevem a seus amantes. Os dísticos elegíacos dividem-se em dois tipos: as heróides simples e as heróides duplas. Nestes poemas, o poeta encarna de diversas formas a puella elegíaca, embora, por vezes, as cartas partilhem algumas características. As heróides simples são catorze cartas «escritas» por mulheres que pertencem ao imaginário mitológico e uma «escrita» pela poetisa Safo. As heróides duplas são seis missivas que podem ser divididas em três pares, em que a primeira é «escrita» pelo homem, que, em seguida, recebe a resposta da sua amada.
Um conjunto adicional de seis poemas, amplamente conhecidos como Heroides Duplas e numerados de 16 a 21 em edições académicas modernas, segue essas cartas individuais e apresenta três trocas separadas de epístolas emparelhadas: uma de um amante heróico à sua amada ausente e outra da heroína em resposta.